# Letgàlia

Escut oficial, des de 1921

Escut històric, des de 1566

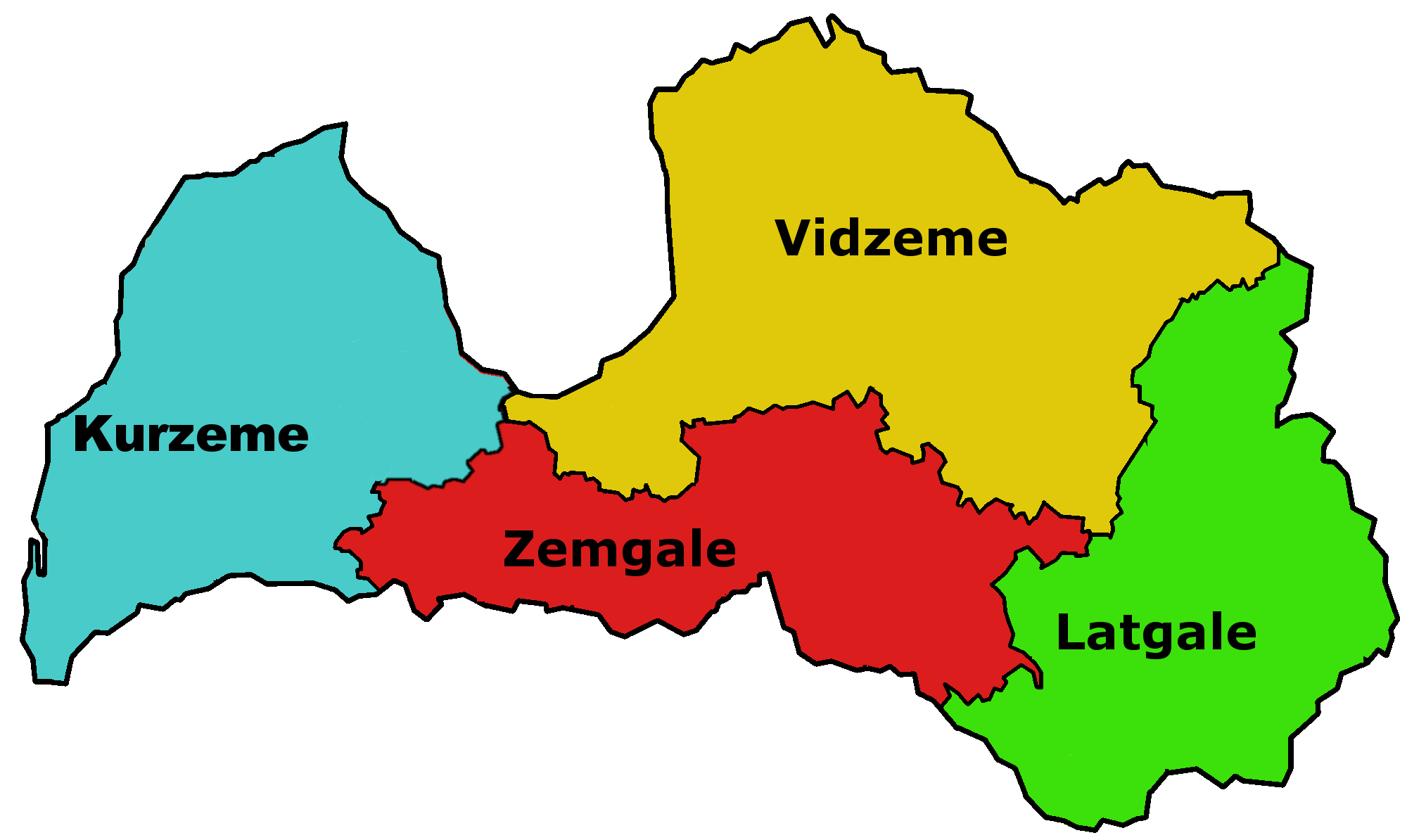
Les quatre regions administratives letonnes : Letgàlia en verd.

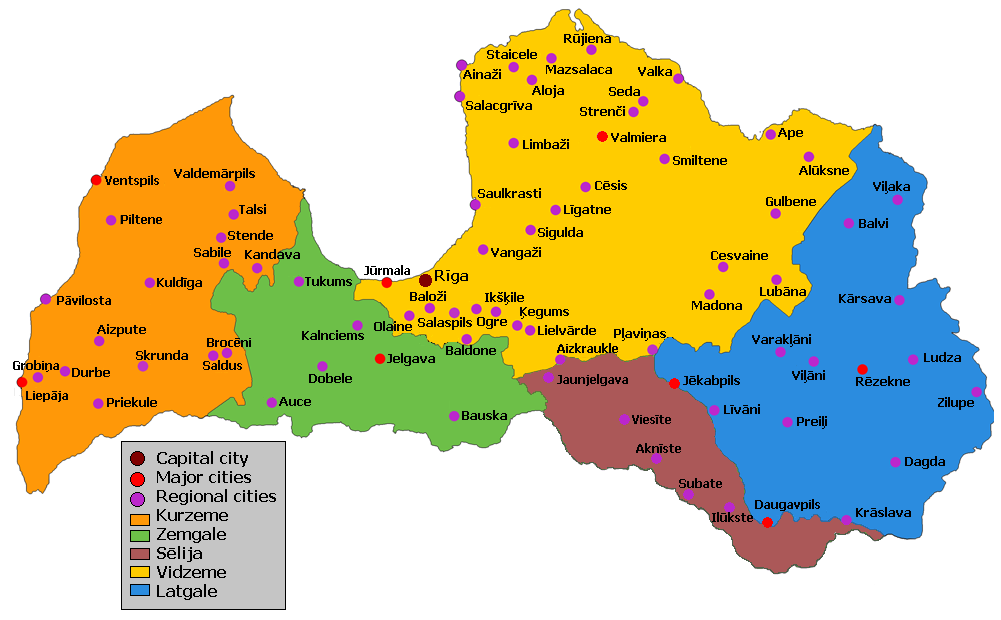
Regió històrica a Letònia: Latgàlia en blau.

Letgàlia o Latgàlia (en idioma letgalià: Latgola) és una de les quatre regions històriques i culturals de Letònia que reconeix la constitució letona. És la regió més oriental al nord del riu Daugava. El riu Daugava la separa de la Zemgale i està limitada al nord per Vidzeme. Té una superfície de 14.600 km², que representa un 22% de Letònia.
Mentre que la majoria de la població letona és majoritàriament de religió protestant (luterana, a Letgàlia històricament hi predomina el catolicisme romà.
Aquesta regió té una gran població d'ètnia russa, especialment a Daugavpils, la ciutat més poblada de la regió. Krāslava, i Ludza són altres ciutats grans de la regió, les quals també tenen una minoria belarusa. També hi ha una minoria significativa de polonesos. Com a part de les gubèrnies de Polotsk i Vítsiebsk, la regió va formar part de la Zona d'Assentament i tenia una població jueva molt gran, però la majoria de jueus moriren a l'Holocaust i la majoria dels que van restar, emigraren.
Aquesta regió és una de les més pobres de la Unió Europea i al contrari que la resta de Letònia la majoria de la població votà contra l'adhesió a la Unió Europea en el referèndum que es va fer per unir-s'hi.
El nom d'aquesta regió ha sofert històricament molts canvis, incloent: Lettigallia, Latgallia i Latgola. En letó el patronímic per als habitants d'aquesta regió és latgalieši (diferent de latgaļi, que es refereix a l'antiga tribu, però alguns letgalians moderns prefereixen latgaļi) – latgalīši en idioma letgalià. El letgalià es considera o bé un idioma separat o bé un dialecte del letó.

## Història
Originàriament el territori del que ara és Letgàlia estava poblat per tribus bàltiques de l'est l'idioma de les quals va ser la base dels idiomes letgalià i letó. Molt letgalians encara parlen l'idioma letgalià que compta amb un estàndard lingüístic.
Durant els segles x i xii hi va haver dos principats a aquest territori i l'est de Vidzeme: Jersika i Atzele. A més els letgalians habitaven part del modern oblast rus de Pskov i el Vitsebsk Voblast de Belarúsia.
A la primera dècada del segle xiii el principat de Jersika, també conegut com a Lettia, es va aliar amb el Principat de Polotsk i els ducs de Lituània contra l'arquebisbe de Livònia però van ser vençuts el 1209. Part del principat de Jersika va ser dividit entre l'arquebisbe i els ‘’Germans livonians de l'espasa’’ la resta va esdevenir un país vassall. El 1239, després de la mort del Rei Visvaldis, aquest darrer es va incorporar dins el territori de l'Orde Livoniana.
Durant la Guerra de Livònia, Ivan IV de Rússia s'annexà Letgàlia l'any 1577. El 1559–1562 Letgàlia va ser annexada al Gran Ducat de Lituània, el qual l'any 1569 es va incorporar a l'estat Polaco-Lituà.
El 1621 la major part del Ducat de Livònia va ser cedit a l'Imperi de Suècia però part del Ducat incloent Letgàlia continuà sota control polaco-lituà. Aquesta època va ser el naixement de la regió de Letgàlia junt amb la influència de l'idioma polonès en el letgalià.
El 1772, Latgàlia va ser annexada a l'Imperi Rus, i el 1865, com a part de la política russa anti-polonesa hi va començar un període de russificació, durant el qual es va prohibir l'ús de l'idioma letgalià (escrit amb alfabet llatí) La prohibició va ser aixecada el 1904, i començà un període de renaixença letgaliana. La majoria de la població letgalina era partidària, en el congrés de Rēzekne de l'any 1917, d'unir-se a Letònia però alguns preferien l'autonomia o la incorporació a Rússia. El congrés de 1917 decidí (18 de novembre de 1918) declarar la independència de Letònia i declarar que Letgàlia era part de l'estat de Letònia, cosa que va fer que l'exèrcit letó i els partisans locals a lluitar per l'alliberament de Latgàlia, en contra dels interessos de la Unió soviètica i Polònia.
L'any 1920 Latgàlia es va incorporar a Letònia. Pel tractat de pau de 1920 amb la Unió soviètica, parts dels territoris de Vítsiebsk i Pskov es van incorporar a la nova república de Letònia.
L'any 1944, al principi de la segona ocupació soviètica de Letònia els municipis orientals del districte d'Abrene es van incorporar a la Federació Russa.
Una majoria de votants de Letgàlia van aprovar el referèndum de 2012 que hauria fet del rus un idioma oficial a Letònia.